# Métis-sur-Mer
Métis-sur-Mer é uma cidade localizada na província de Quebec no Canadá.